# يوليا تسورن
يوليا تسورن (بالألمانية: Julia Zorn)‏ هي لاعبة هوكي الجليد ألمانية، ولدت في 6 فبراير 1990 في غرافلفينغ في ألمانيا.

## وصلات خارجية
- جوليا زورن على موقع EliteProspects.com (الإنجليزية)
- جوليا زورن على موقع Eurohockey.com (الإنجليزية)
- جوليا زورن على موقع أوليمبيديا (الإنجليزية)
- جوليا زورن على موقع اللجنة الأولمبية الألمانية (الألمانية)